# Glycogénolyse
La glycogénolyse est la production de glucose à partir de la phosphorolyse du glycogène.

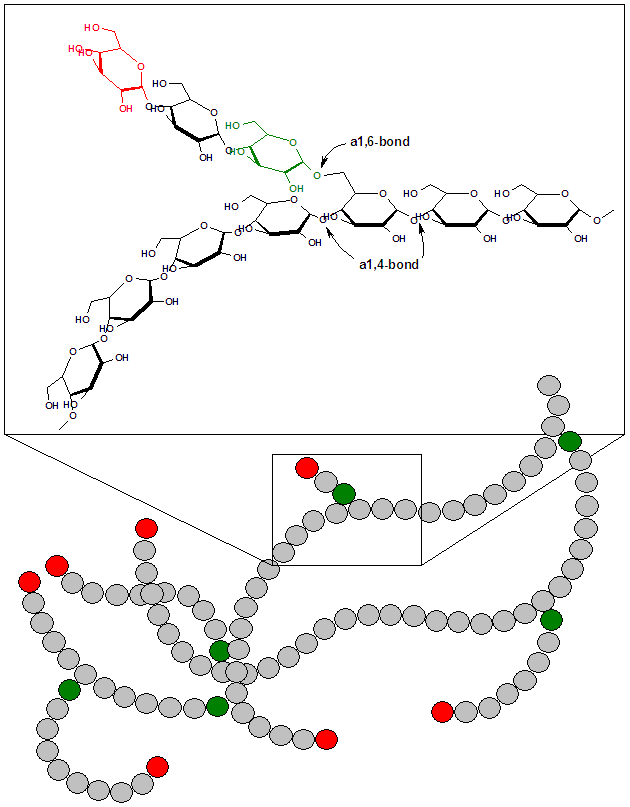
Glycogène

Elle permet d'obtenir des molécules de glucose-6-phosphate qui peuvent soit participer à la glycolyse pour fournir de l'énergie sous forme d'ATP, soit être déphosphorylées par une glucose-6-phosphatase présente principalement dans le foie et à un très moindre degré dans le rein. Ce glucose libre permet alors de maintenir la glycémie à une valeur proche de 0,9 g/L.

## Régulation
Elle s'oppose à la glycogénogenèse, mais comme la néoglucogenèse, elle est stimulée par le glucagon au niveau du foie, des reins et de l'intestin et par l'adrénaline et l'ion calcique (activateur de la contraction) au niveau du muscle et est inhibée par l'insuline.

## Métabolisme
Trois étapes principales :
- glycogène [(glc)n]  → [(glc)n-1] + glucose-1-phosphate, réaction catalysée par la glycogène phosphorylase. L’hydrolyse complète demande l’intervention d’une transférase et de l'α 1-6 glucosidase (enzyme débranchante) ;

Cette réaction nécessite l'intervention d'un coenzyme, le phosphate de pyridoxal (vitamine B6), qui agit par son groupement Phosphate au lieu de son groupement habituel aldéhydique.
Réaction de phosphorolyse (hydrolyse par un Phosphate) qui permet un meilleur rendement, et la non-utilisation d'ATP (donc de substrats énergétiques) pour l'obtention d'un glucose-1-phosphate
- glucose-1-phosphate → glucose-6-phosphate, réaction d'isomérisation catalysée par la phosphoglucomutase (site actif → " Sérine-OH " qui peut être estérifié en l'occurrence ici par un phosphate)
- glucose-6-phosphate → glucose [glc], réaction catalysée par la glucose-6-phosphatase.

Seules les cellules hépatiques (foie), rénales (reins) et intestinales expriment la dernière enzyme (glucose-6-phosphatase), il n'y a donc que le foie qui soit capable de libérer en quantité du glucose dans le sang. Cette enzyme est présente seulement sur le réticulum endoplasmique (RE) de ces cellules en formant un complexe avec des transporteurs amenant le G6P et faisant sortir le glucose et le phosphate (produits issus de l'action de la glucose-6-phosphatase) du RE.[réf. nécessaire]